# James Fergusson (politiker)
Sir James Fergusson, 6:e baronet, född 14 mars 1832 i Edinburgh, död 14 januari 1907 i Kingston på Jamaica, var en brittisk politiker.
Fergusson deltog som ung officer i Krimkriget 1854 och invaldes samma år i underhuset, där han tillhörde det konservativa partiet. Han var 1866-67 understatssekreterare för Brittiska Indien och 1867-68 i inrikesministeriet, 1868-73 guvernör över South Australia, 1873-75 över Nya Zeeland och 1880-85 över presidentskapet Bombay. I lord Salisburys andra ministär var han 1886-91 understatssekreterare i utrikesministeriet och 1891-92 generalpostmästare. Åren 1885-1906 var Fergusson en av Manchesters representanter i underhuset; han gjorde sig även som direktör i flera stora järnvägs- och ångfartygsbolag (bland annat Peninsular and Oriental Company) högt förtjänt om det brittiska samfärdselväsendets utveckling. Han omkom vid jordbävningen på Jamaica 1907.